# Nagroda Nebula za najlepsze opowiadanie
Lista zwycięzców i nominowanych do nagrody Nebula w kategorii najlepsze opowiadanie (także jako mikropowieść, Best Novella, pomiędzy 17 500 i 40 000 słów)
Nagrodę przyznaje się za miniony rok i ogłasza w roku następnym (pierwsza została przyznana w 1966 r. za 1965 r.). Stąd różnice wobec nagród Hugo (książki niekiedy są nagradzane w tym samym roku co Hugo, a niekiedy w następnym).
Tylko trójka autorów zdobyła nagrodę więcej niż 1 raz: Nancy Kress – 4 nagrody, Robert Silverberg i John Varley – 2 nagrody. Najwięcej nominacji – po 8 – mieli Nancy Kress i Robert Silverberg.

## Nagroda Nebula za najlepsze opowiadanie
Legenda:
 Zwycięzcy 
 Nagrody nie przyznano 
| Rok       | Autor                                                          | Tytuł | Źródło |
| --------- | -------------------------------------------------------------- | --- | ------ |
| 1965/1966 | Brian W. Aldiss                                                | Śliniaste drzewo (The Saliva Tree) | [ 1 ]  |
| 1965/1966 | Roger Zelazny                                                  | Psychouczestnik (He Who Shapes) | [ 1 ]  |
| 1965/1966 | Avram Davidson                                                 | Rogue Dragon | [ 1 ]  |
| 1965/1966 | Samuel R. Delany                                               | The Ballad of Beta-2 | [ 1 ]  |
| 1965/1966 | C.C. MacApp                                                    | The Mercurymen | [ 1 ]  |
| 1965/1966 | Frederik Pohl                                                  | Under Two Moons | [ 1 ]  |
| 1965/1966 | A.E. van Vogt, James H. Schmitz                                | Instytut Alfa (Research Alpha) | [ 1 ]  |
| 1965/1966 | Cordwainer Smith                                               | On the Storm Planet | [ 1 ]  |
| 1967      | Jack Vance                                                     | Ostatni zamek (The Last Castle) | [ 2 ]  |
| 1967      | Avram Davidson                                                 | Clash of Star-Kings | [ 2 ]  |
| 1967      | Charles L. Harness                                             | The Alchemist | [ 2 ]  |
| 1968      | Michael Moorcock                                               | ...I ujrzeli człowieka (Behold the Man) | [ 3 ]  |
| 1968      | Philip José Farmer                                             | Jeźdźcy purpurowej zapłaty (także jako Jeźdźcy purpurowej wypłaty, Jeźdźcy purpurowej doli; Riders of the Purple Wage)                                     | [ 3 ]  |
| 1968      | Anne McCaffrey                                                 | W poszukiwaniu Weyr (Weyr Search) | [ 3 ]  |
| 1968      | Robert Silverberg                                              | Stacja Hawksbilla (Hawksbill Station) | [ 3 ]  |
| 1968      | Theodore Sturgeon                                              | Czy gdyby wszyscy mężczyźni byli braćmi, pozwoliłbyś któremuś ożenić się z twoją siostrą? (If All Men Were Brothers, Would You Let One Marry Your Sister?) | [ 3 ]  |
| 1969      | Anne McCaffrey                                                 | Jeźdźcy smoków (Dragonrider) | [ 4 ]  |
| 1969      | Samuel R. Delany                                               | Lines of Power | [ 4 ]  |
| 1969      | Keith Laumer                                                   | The Day Before Forever | [ 4 ]  |
| 1969      | Dean McLaughlin                                                | Hawk Among the Sparrows | [ 4 ]  |
| 1969      | Robert Silverberg                                              | Skrzydła nocy (Nightwings) | [ 4 ]  |
| 1970      | Harlan Ellison                                                 | Chłopiec i jego pies (A Boy and His Dog) | [ 5 ]  |
| 1970      | Charles L. Harness                                             | Probable Cause | [ 5 ]  |
| 1970      | Fritz Leiber                                                   | Statek cieni (Ship of Shadows) | [ 5 ]  |
| 1970      | Anne McCaffrey                                                 | Dramatic Mission | [ 5 ]  |
| 1970      | Robert Silverberg                                              | To Jorslem | [ 5 ]  |
| 1971      | Fritz Leiber                                                   | Zobaczyć Lankmar i umrzeć (Ill Met in Lankhmar) | [ 6 ]  |
| 1971      | Poul Anderson                                                  | The Fatal Fulfillment | [ 6 ]  |
| 1971      | James Blish                                                    | A Style in Treason | [ 6 ]  |
| 1971      | Harlan Ellison                                                 | Świat pomiędzy (The Region Between) | [ 6 ]  |
| 1971      | Clifford D. Simak                                              | Rzecz w kamieniu (The Thing in the Stone) | [ 6 ]  |
| 1971      | Kate Wilhelm                                                   | April Fool's Day Forever | [ 6 ]  |
| 1972      | Katherine MacLean                                              | The Missing Man | [ 7 ]  |
| 1972      | Jerzy Kosiński                                                 | Wystarczy być (Being there) | [ 7 ]  |
| 1972      | Keith Roberts                                                  | The God House | [ 7 ]  |
| 1972      | Kate Wilhelm                                                   | The Infinity Box | [ 7 ]  |
| 1972      | Kate Wilhelm                                                   | The Plastic Abyss | [ 7 ]  |
| 1973      | Arthur C. Clarke                                               | Spotkanie z meduzą (A Meeting with Medusa) | [ 8 ]  |
| 1973      | Phyllis Gotlieb                                                | Son of the Morning | [ 8 ]  |
| 1973      | Ursula K. Le Guin                                              | Słowo „las” znaczy „świat” (The Word for World Is Forest)                                                                                                  | [ 8 ]  |
| 1973      | Richard A. Lupoff                                              | With the Bentfin Boomer Boys on Little Old New Alabama | [ 8 ]  |
| 1973      | Frederik Pohl                                                  | Skarb w środku gwiezdnej tęczy (The Gold at the Starbow's End)                                                                                             | [ 8 ]  |
| 1973      | Gene Wolfe                                                     | Piąta głowa Cerbera (The Fifth Head of Cerberus) | [ 8 ]  |
| 1974      | Gene Wolfe                                                     | Śmierć doktora Wyspy (The Death of Dr. Island) | [ 9 ]  |
| 1974      | Michael Bishop                                                 | Death and Designation Among the Asadi | [ 9 ]  |
| 1974      | Michael Bishop                                                 | The White Otters of Childhood | [ 9 ]  |
| 1974      | Jack Dann                                                      | Junction | [ 9 ]  |
| 1974      | Gardner Dozois                                                 | Łańcuchy morza (Chains of the Sea) | [ 9 ]  |
| 1975      | Robert Silverberg                                              | Rodzimy się z umarłymi (także jako Rodzimy się zmarłymi; Born with the Dead)                                                                               | [ 10 ] |
| 1975      | Michael Bishop                                                 | On the Street of the Serpents | [ 10 ] |
| 1975      | George R.R. Martin                                             | Pieśń dla Lyanny (A Song for Lya) | [ 10 ] |
| 1976      | Roger Zelazny                                                  | Powrót kata (Home Is the Hangman) | [ 11 ] |
| 1976      | William K. Carlson                                             | Sunrise West | [ 11 ] |
| 1976      | George R.R. Martin, Lisa Tuttle                                | Planeta burz (The Storms of Windhaven) | [ 11 ] |
| 1976      | James Tiptree Jr.                                              | Ulotny smak istnienia (A Momentary Taste of Being ) | [ 11 ] |
| 1977      | James Tiptree Jr.                                              | Houston, Houston, czy mnie słyszysz? (Houston, Houston, Do You Read?)                                                                                      | [ 12 ] |
| 1977      | Michael Bishop                                                 | Samuraj i wierzby (The Samurai and the Willows) | [ 12 ] |
| 1977      | Richard Cowper                                                 | Piper at the Gates of Dawn | [ 12 ] |
| 1977      | Gene Wolfe                                                     | The Eyeflash Miracles | [ 12 ] |
| 1978      | Spider Robinson, Jeanne Robinson                               | Gwiezdny taniec (Stardance) | [ 13 ] |
| 1978      | Vonda N. McIntyre                                              | Aztekowie (Aztecs) | [ 13 ] |
| 1979      | John Varley                                                    | Uporczywość widzenia (The Persistence of Vision) | [ 14 ] |
| 1979      | Gene Wolfe                                                     | Siedem amerykańskich nocy (Seven American Nights) | [ 14 ] |
| 1980      | Barry B. Longyear                                              | Mój własny wróg (Enemy Mine) | [ 15 ] |
| 1980      | Samuel R. Delany                                               | The Tale of Gorgik | [ 15 ] |
| 1980      | Frederik Pohl                                                  | Mars Masked | [ 15 ] |
| 1980      | Hilbert Schenck                                                | The Battle of the Abaco Reefs | [ 15 ] |
| 1980      | Joan D. Vinge                                                  | Płonący statek (Fireship) | [ 15 ] |
| 1980      | Richard Wilson                                                 | The Story Writer | [ 15 ] |
| 1981      | Suzy McKee Charnas                                             | Gobelin z jednorożcem (Unicorn Tapestry) | [ 16 ] |
| 1981      | Avram Davidson                                                 | There Beneath the Silky-Trees and Whelmed in Deeper Gulphs Than Me                                                                                         | [ 16 ] |
| 1981      | Gordon R. Dickson                                              | Zaginiony Dorsaj (Lost Dorsai) | [ 16 ] |
| 1981      | Thomas Disch                                                   | The Brave Little Toaster | [ 16 ] |
| 1981      | Marta Randall                                                  | Dangerous Games | [ 16 ] |
| 1981      | Michael Shea                                                   | The Autopsy | [ 16 ] |
| 1982      | Poul Anderson                                                  | Psychodrama (The Saturn Game) | [ 17 ] |
| 1982      | Gregory Benford                                                | Swarmer, Skimmer | [ 17 ] |
| 1982      | Jack Dann                                                      | Amnesia | [ 17 ] |
| 1982      | Phyllis Eisenstein                                             | In the Western Tradition | [ 17 ] |
| 1982      | Vernor Vinge                                                   | Prawdziwe imiona (True Names) | [ 17 ] |
| 1982      | Kate Wilhelm                                                   | The Winter Beach | [ 17 ] |
| 1983      | John Kessel                                                    | Następna sierota (Another Orphan) | [ 18 ] |
| 1983      | Fritz Leiber                                                   | Horrible Imaginings | [ 18 ] |
| 1983      | Brad Linaweaver                                                | Moon of Ice | [ 18 ] |
| 1983      | George R.R. Martin                                             | Słabe warianty (Unsound Variations) | [ 18 ] |
| 1983      | Joanna Russ                                                    | Souls | [ 18 ] |
| 1984      | Greg Bear                                                      | Ciężki bój (Hardfought) | [ 19 ] |
| 1984      | Michael Bishop                                                 | Ewangelia według Gamaliela Crucisa czyli Testament Astrogatora (The Gospel According to Gamaliel Crucis (or, the Astrogator's Testimony))                  | [ 19 ] |
| 1984      | Michael Bishop                                                 | Her Habiline Husband | [ 19 ] |
| 1984      | Avram Davidson                                                 | The Enquiries of Doctor Eszterhazy | [ 19 ] |
| 1984      | Vonda N. McIntyre                                              | Transit | [ 19 ] |
| 1984      | Robert Silverberg                                              | Homefaring | [ 19 ] |
| 1985      | John Varley                                                    | NACIŚNIJ ENTER■ (Press Enter ■) | [ 20 ] |
| 1985      | Avram Davidson                                                 | Young Doctor Eszterhazy | [ 20 ] |
| 1985      | Nancy Kress                                                    | Trinity | [ 20 ] |
| 1985      | Frederik Pohl                                                  | The Greening of Bed-Stuy | [ 20 ] |
| 1985      | Lucius Shepard                                                 | A Traveler's Tale | [ 20 ] |
| 1985      | Michael Swanwick                                               | Marrow Death | [ 20 ] |
| 1986      | Robert Silverberg                                              | Pożeglować do Bizancjum (Sailing to Byzantium) | [ 21 ] |
| 1986      | Kim Stanley Robinson                                           | Zielony Mars (opowiadanie) (Green Mars) | [ 21 ] |
| 1986      | Bruce Sterling                                                 | Green Days in Brunei | [ 21 ] |
| 1986      | James Tiptree Jr.                                              | The Only Neat Thing to Do | [ 21 ] |
| 1986      | Kate Wilhelm                                                   | The Gorgon Field | [ 21 ] |
| 1986      | Roger Zelazny                                                  | 24 widoki góry Fudżi Hokusaia (24 Views of Mt. Fuji, by Hokusai)                                                                                           | [ 21 ] |
| 1987      | Lucius Shepard                                                 | Przepustka (R&R) | [ 22 ] |
| 1987      | Gregory Benford                                                | Newton Sleep | [ 22 ] |
| 1987      | Kim Stanley Robinson                                           | Ucieczka z Katmandu (Escape from Kathmandu) | [ 22 ] |
| 1987      | Robert Silverberg                                              | Gilgamesz na pustkowiu (Gilgamesh in the Outback) | [ 22 ] |
| 1987      | F. Paul Wilson                                                 | Dydeetown Girl | [ 22 ] |
| 1988      | Kim Stanley Robinson                                           | Ślepy geometra (The Blind Geometer) | [ 23 ] |
| 1988      | John M. Ford                                                   | Fugue State | [ 23 ] |
| 1988      | Keith Roberts                                                  | The Tiger Sweater | [ 23 ] |
| 1988      | Geoff Ryman                                                    | The Unconquered Country | [ 23 ] |
| 1988      | Robert Silverberg                                              | Tajemny gość (The Secret Sharer) | [ 23 ] |
| 1988      | Walter Jon Williams                                            | Świadek (Witness) | [ 23 ] |
| 1989      | Connie Willis                                                  | Ostatni winnebago (The Last of the Winnebagos) | [ 24 ] |
| 1989      | Bradley Denton                                                 | The Calvin Coolidge Home for Dead Comedians | [ 24 ] |
| 1989      | Lucius Shepard                                                 | Piękna córka łowcy łusek (The Scalehunter's Beautiful Daughter)                                                                                            | [ 24 ] |
| 1989      | Norman Spinrad                                                 | Journals of the Plague Years | [ 24 ] |
| 1989      | Walter Jon Williams                                            | Wynurzenia (Surfacing) | [ 24 ] |
| 1989      | Jane Yolen                                                     | Arytmetyka diabła (The Devil's Arithmetic) | [ 24 ] |
| 1990      | Lois McMaster Bujold                                           | Lamentowe Góry (The Mountains of Mourning) | [ 25 ] |
| 1990      | John Crowley                                                   | Great Work of Time | [ 25 ] |
| 1990      | George Alec Effinger                                           | Marîd Changes His Mind | [ 25 ] |
| 1990      | Megan Lindholm                                                 | A Touch of Lavender | [ 25 ] |
| 1990      | Judith Moffett                                                 | Tiny Tango | [ 25 ] |
| 1990      | Howard Waldrop                                                 | A Dozen Tough Jobs | [ 25 ] |
| 1991      | Joe Haldeman                                                   | W duchu Hemingwaya (The Hemingway Hoax) | [ 26 ] |
| 1991      | Lois McMaster Bujold                                           | Weatherman (fragment powieści Gra) | [ 26 ] |
| 1991      | Pat Cadigan                                                    | Fool to Believe | [ 26 ] |
| 1991      | James Patrick Kelly                                            | Mr. Boy | [ 26 ] |
| 1991      | Pat Murphy                                                     | Bones | [ 26 ] |
| 1992      | Nancy Kress                                                    | Hiszpańscy żebracy (także jako Żebracy w Hiszpanii; Beggars in Spain)                                                                                      | [ 27 ] |
| 1992      | Paul Ash                                                       | Man Opening a Door | [ 27 ] |
| 1992      | Michael Bishop                                                 | Apartheid, Superstrings, and Mordecai Thubana | [ 27 ] |
| 1992      | Mike Resnick                                                   | Setna zabawa (także jako Kapitalna zabawa; Bully!) | [ 27 ] |
| 1992      | Kristine Kathryn Rusch                                         | The Gallery of His Dreams | [ 27 ] |
| 1992      | Connie Willis                                                  | Jack | [ 27 ] |
| 1993      | James Morrow                                                   | City of Truth | [ 28 ] |
| 1993      | Emma Bull                                                      | Srebro czy złoto (Silver or Gold) | [ 28 ] |
| 1993      | Bradley Denton                                                 | The Territory | [ 28 ] |
| 1993      | Jerry Oltion, Lee Goodloe                                      | Contact | [ 28 ] |
| 1993      | Maureen F. McHugh                                              | Protection | [ 28 ] |
| 1993      | Lucius Shepard                                                 | Ballada o Billu Pąklarzu (Barnacle Bill the Spacer) | [ 28 ] |
| 1993      | Michael Swanwick                                               | Jajo gryfa (Griffin's Egg) | [ 28 ] |
| 1994      | Jack Cady                                                      | Tej nocy pochowaliśmy psa szos (The Night We Buried Road Dog)                                                                                              | [ 29 ] |
| 1994      | Ray Aldridge                                                   | The Beauty Addict | [ 29 ] |
| 1994      | Nancy Kress                                                    | Tańcząc w powietrzu (Dancing on Air) | [ 29 ] |
| 1994      | G. David Nordley                                               | Into the Miranda Rift | [ 29 ] |
| 1994      | Kate Wilhelm                                                   | Naming the Flowers | [ 29 ] |
| 1994      | Walter Jon Williams                                            | Wall, Stone, Craft | [ 29 ] |
| 1995      | Mike Resnick                                                   | Siedem spojrzeń na wąwóz Olduvai (Seven Views of Olduvai Gorge)                                                                                            | [ 30 ] |
| 1995      | Harlan Ellison                                                 | Mefisto w onyksie (Mefisto in Onyx) | [ 30 ] |
| 1995      | Nina Kiriki Hoffman                                            | Haunted Humans | [ 30 ] |
| 1995      | Ursula K. Le Guin                                              | Dzień przebaczenia (Forgiveness Day) | [ 30 ] |
| 1995      | Geoff Ryman                                                    | Fan | [ 30 ] |
| 1995      | Michael Swanwick                                               | Cold Iron | [ 30 ] |
| 1996      | Elizabeth Hand                                                 | Last Summer at Mars Hill | [ 31 ] |
| 1996      | Gregory Benford                                                | Soon Comes Night | [ 31 ] |
| 1996      | Nicola Griffith                                                | Yaguara | [ 31 ] |
| 1996      | Mike Resnick, Susan Shwartz                                    | Bibi | [ 31 ] |
| 1996      | Brian Stableford                                               | Mortimer Gray's History of Death | [ 31 ] |
| 1997      | Jack Dann                                                      | Da Vinci Rising | [ 32 ] |
| 1997      | Ursula K. Le Guin                                              | Wyzwolenie kobiet (A Woman's Liberation) | [ 32 ] |
| 1997      | George R.R. Martin                                             | Blood of the Dragon (fragmenty powieści Gra o tron) | [ 32 ] |
| 1997      | Jack McDevitt                                                  | Time Travelers Never Die | [ 32 ] |
| 1997      | Maureen F. McHugh                                              | Cena mądrości (The Cost to Be Wise) | [ 32 ] |
| 1997      | Allen Steele                                                   | The Death of Captain Future | [ 32 ] |
| 1998      | Jerry Oltion                                                   | Abandon in Place | [ 33 ] |
| 1998      | Adam-Troy Castro                                               | Żałobny marsz marionetek (The Funeral March of the Marionettes)                                                                                            | [ 33 ] |
| 1998      | Paul Levinson                                                  | Loose Ends | [ 33 ] |
| 1998      | Robert Reed                                                    | Chrysalis | [ 33 ] |
| 1998      | Bud Sparhawk                                                   | Primrose and Thorn | [ 33 ] |
| 1998      | Allen Steele                                                   | "…Where Angels Fear to Tread" | [ 33 ] |
| 1999      | Sheila Finch                                                   | Reading the Bones | [ 34 ] |
| 1999      | Catherine Asaro                                                | Aurora in Four Voices | [ 34 ] |
| 1999      | Avram Davidson, Grania Davis                                   | The Boss in the Wall: A Treatise on the House Devil | [ 34 ] |
| 1999      | Eliot Fintushel                                                | Izzy and the Father of Terror | [ 34 ] |
| 1999      | David Gerrold                                                  | Jumping Off the Planet | [ 34 ] |
| 1999      | Geoffrey A. Landis                                             | Ecopoiesis | [ 34 ] |
| 2000      | Ted Chiang                                                     | Historia twojego życia (Story of Your Life) | [ 35 ] |
| 2000      | Michael A. Burstein                                            | Reality Check | [ 35 ] |
| 2000      | Adam-Troy Castro, Jerry Oltion                                 | Kosmonauta z Wyoming (The Astronaut from Wyoming) | [ 35 ] |
| 2000      | L. Timmel Duchamp                                              | Living Trust | [ 35 ] |
| 2000      | Andy Duncan                                                    | The Executioners' Guild | [ 35 ] |
| 2000      | David Marusek                                                  | Album ślubny (The Wedding Album) | [ 35 ] |
| 2001      | Linda Nagata                                                   | Goddesses | [ 36 ] |
| 2001      | Andy Duncan                                                    | Fortitude | [ 36 ] |
| 2001      | Jonathan Lethem, James Patrick Kelly, John Kessel              | Ninety Percent of Everything | [ 36 ] |
| 2001      | Mike Resnick                                                   | Łowy na Snarka (Hunting the Snark) | [ 36 ] |
| 2001      | Lucius Shepard                                                 | Krokodylowa skała (Crocodile Rock) | [ 36 ] |
| 2001      | Walter Jon Williams                                            | Argonautica | [ 36 ] |
| 2002      | Jack Williamson                                                | The Ultimate Earth | [ 37 ] |
| 2002      | Catherine Asaro                                                | A Roll of the Dice | [ 37 ] |
| 2002      | Brenda Clough                                                  | May Be Some Time | [ 37 ] |
| 2002      | Jack Dann                                                      | The Diamond Pit | [ 37 ] |
| 2002      | Lucius Shepard                                                 | Jasna zielona gwiazda (także jako Świetlista zielona gwiazda; Radiant Green Star)                                                                          | [ 37 ] |
| 2003      | Richard Chwedyk                                                | Brontë's Egg | [ 38 ] |
| 2003      | Adam-Troy Castro                                               | Sunday Night Yams at Minnie and Earl's | [ 38 ] |
| 2003      | Andy Duncan                                                    | The Chief Designer | [ 38 ] |
| 2003      | Charles Coleman Finlay                                         | The Political Officer | [ 38 ] |
| 2003      | Bud Sparhawk                                                   | Magic's Price | [ 38 ] |
| 2004      | Neil Gaiman                                                    | Koralina (Coraline) | [ 39 ] |
| 2004      | Eleanor Arnason                                                | The Potter of Bones | [ 39 ] |
| 2004      | Kage Baker                                                     | The Empress of Mars | [ 39 ] |
| 2004      | John Kessel                                                    | Stories for Men | [ 39 ] |
| 2004      | Ian R. MacLeod                                                 | Tchorosty (Breathmoss) | [ 39 ] |
| 2005      | Walter Jon Williams                                            | Zaraza zielonych lampartów (The Green Leopard Plague) | [ 40 ] |
| 2005      | Catherine Asaro                                                | Walk in Silence | [ 40 ] |
| 2005      | Adam-Troy Castro                                               | The Tangled Strings of the Marionettes | [ 40 ] |
| 2005      | Vernor Vinge                                                   | The Cookie Monster | [ 40 ] |
| 2005      | Connie Willis                                                  | Jak te, które pamiętamy (Just Like the Ones We Used to Know)                                                                                               | [ 40 ] |
| 2006      | Kelly Link                                                     | Magia dla początkujących (Magic for Beginners) | [ 41 ] |
| 2006      | Bud Sparhawk                                                   | Clay's Pride | [ 41 ] |
| 2006      | Robert J. Sawyer                                               | Identity Theft | [ 41 ] |
| 2006      | Paul Witcover                                                  | Left of the Dial | [ 41 ] |
| 2006      | Albert E. Cowdrey                                              | The Tribes of Bela | [ 41 ] |
| 2007      | James Patrick Kelly                                            | Pożar (Burn) | [ 42 ] |
| 2007      | Michael A. Burstein                                            | Sanctuary | [ 42 ] |
| 2007      | Paul Melko                                                     | Ściany wszechświata (The Walls of the Universe) | [ 42 ] |
| 2007      | William Shunn                                                  | Inclination | [ 42 ] |
| 2008      | Nancy Kress                                                    | Źródło starości (Fountain of Age) | [ 43 ] |
| 2008      | Judith Berman                                                  | Awakening | [ 43 ] |
| 2008      | Matt Hughes                                                    | The Helper and His Hero | [ 43 ] |
| 2008      | Lucius Shepard                                                 | Gwiazdy widziane przez kamień (Stars Seen Through Stone)                                                                                                   | [ 43 ] |
| 2008      | Bruce Sterling                                                 | Kiosk | [ 43 ] |
| 2008      | Gene Wolfe                                                     | Memorare | [ 43 ] |
| 2009      | Catherine Asaro                                                | The Spacetime Pool | [ 44 ] |
| 2009      | Gregory Benford                                                | Dark Heaven | [ 44 ] |
| 2009      | Kelley Eskridge                                                | Dangerous Space | [ 44 ] |
| 2009      | Charles Coleman Finlay                                         | The Political Prisoner | [ 44 ] |
| 2009      | Vera Nazarian                                                  | The Duke in His Castle | [ 44 ] |
| 2010      | Kage Baker                                                     | The Women of Nell Gwynne's | [ 45 ] |
| 2010      | Carolyn Ives Gilman                                            | Arkospływ (Arkfall) | [ 45 ] |
| 2010      | Nancy Kress                                                    | Act One | [ 45 ] |
| 2010      | James Morrow                                                   | Shambling Towards Hiroshima | [ 45 ] |
| 2010      | Jason Sanford                                                  | Sublimation Angels | [ 45 ] |
| 2010      | John Scalzi                                                    | Boże napędy (The God Engines) | [ 45 ] |
| 2011      | Rachel Swirsky                                                 | The Lady Who Plucked Red Flowers beneath the Queen’s Window                                                                                                | [ 46 ] |
| 2011      | Paolo Bacigalupi                                               | Alchemik (The Alchemist) | [ 46 ] |
| 2011      | J. Kathleen Cheney                                             | Iron Shoes | [ 46 ] |
| 2011      | Ted Chiang                                                     | Cykl życia oprogramowania (The Lifecycle of Software Objects)                                                                                              | [ 46 ] |
| 2011      | Geoffrey A. Landis                                             | Sułtan chmur (The Sultan of the Clouds) | [ 46 ] |
| 2011      | Paul Park                                                      | Ghosts Doing the Orange Dance | [ 46 ] |
| 2012      | Kij Johnson                                                    | Człowiek, który przerzucił most przez mgłę (The Man Who Bridged the Mist)                                                                                  | [ 47 ] |
| 2012      | Mary Robinette Kowal                                           | Kiss Me Twice | [ 47 ] |
| 2012      | Catherynne M. Valente                                          | Bezszelestnie i bardzo szybko (Silently and Very Fast) | [ 47 ] |
| 2012      | Carolyn Ives Gilman                                            | The Ice Owl | [ 47 ] |
| 2012      | Ken Liu                                                        | Człowiek, który zakończył historię: dokument (The Man Who Ended History: A Documentary)                                                                    | [ 47 ] |
| 2012      | Adam-Troy Castro                                               | With Unclean Hands | [ 47 ] |
| 2013      | Nancy Kress                                                    | After the Fall, Before the Fall, During the Fall | [ 48 ] |
| 2013      | Aliette de Bodard                                              | On a Red Station, Drifting | [ 48 ] |
| 2013      | Jay Lake                                                       | Gwiazdy nie kłamią (The Stars Do Not Lie) | [ 48 ] |
| 2013      | Ken Liu                                                        | All the Flavors | [ 48 ] |
| 2013      | Robert Reed                                                    | Katabasis | [ 48 ] |
| 2013      | Lawrence M. Schoen                                             | Barry's Tale | [ 48 ] |
| 2014      | Vylar Kaftan                                                   | The Weight of the Sunrise | [ 49 ] |
| 2014      | Andy Duncan, Ellen Klages                                      | Wakulla Springs | [ 49 ] |
| 2014      | Nancy Kress                                                    | Annabel Lee | [ 49 ] |
| 2014      | Veronica Schanoes                                              | Burning Girls | [ 49 ] |
| 2014      | Lawrence M. Schoen                                             | Trial of the Century | [ 49 ] |
| 2014      | Catherynne M. Valente                                          | Rewolwerowa Śnieżka (Six-Gun Snow White) | [ 49 ] |
| 2015      | Nancy Kress                                                    | Yesterday's Kin | [ 50 ] |
| 2015      | Daryl Gregory                                                  | Wszyscy jesteśmy całkowicie zdrowi (We Are All Completely Fine)                                                                                            | [ 50 ] |
| 2015      | Ken Liu                                                        | The Regular | [ 50 ] |
| 2015      | Mary Rickert                                                   | The Mothers of Voorhisville | [ 50 ] |
| 2015      | Lawrence M. Schoen                                             | Calendrical Regression | [ 50 ] |
| 2015      | Rachel Swirsky                                                 | Grand Jeté (The Great Leap) | [ 50 ] |
| 2016      | Nnedi Okorafor                                                 | Binti | [ 51 ] |
| 2016      | C. S. E. Cooney                                                | Kościane łabędzie Amandale (The Bone Swans of Amandale) | [ 51 ] |
| 2016      | Eugene Fischer                                                 | The New Mother | [ 51 ] |
| 2016      | Usman T. Malik                                                 | The Pauper Prince and the Eucalyptus Jinn | [ 51 ] |
| 2016      | Kelly Robson                                                   | Wody Wersalu (Waters of Versailles) | [ 51 ] |
| 2016      | Beth Cato                                                      | Wings of Sorrow and Bone | [ 51 ] |
| 2017      | Seanan McGuire                                                 | Każde serce to wrota (Every Heart a Doorway) | [ 52 ] |
| 2017      | S. B. Divya                                                    | Runtime | [ 52 ] |
| 2017      | Kij Johnson                                                    | The Dream-Quest of Vellitt Boe | [ 52 ] |
| 2017      | Victor LaValle                                                 | Ballada o Czarnym Tomie (The Ballad of Black Tom) | [ 52 ] |
| 2017      | John P. Murphy                                                 | The Liar | [ 52 ] |
| 2017      | Kai Ashante Wilson                                             | A Taste of Honey | [ 52 ] |
| 2018      | Martha Wells                                                   | Wszystkie wskaźniki czerwone (All Systems Red) | [ 53 ] |
| 2018      | Sarah Gailey                                                   | River of Teeth | [ 53 ] |
| 2018      | Ellen Klages                                                   | Passing Strange | [ 53 ] |
| 2018      | Sarah Pinsker                                                  | And Then There Were (N-One) | [ 53 ] |
| 2018      | Lawrence M. Schoen                                             | Barry's Deal | [ 53 ] |
| 2018      | JY Yang                                                        | The Black Tides of Heaven | [ 53 ] |
| 2019      | Aliette de Bodard                                              | The Tea Master and the Detective | [ 54 ] |
| 2019      | Kate Heartfield                                                | Alice Payne Arrives | [ 54 ] |
| 2019      | Martha Wells                                                   | Sztuczny stan (Artificial Condition) | [ 54 ] |
| 2019      | P. Djèlí Clark                                                 | The Black God’s Drums | [ 54 ] |
| 2019      | Jonathan P. Brazee                                             | Fire Ant | [ 54 ] |
| 2019      | Kelly Robson                                                   | Gods, Monsters, and the Lucky Peach | [ 54 ] |
| 2020      | Amal El-Mohtar i Max Gladstone                                 | Tak właśnie przegrywasz Wojnę Czasu (This Is How You Lose the Time War)                                                                                    | [ 55 ] |
| 2020      | Ted Chiang                                                     | Lęk to zawrót głowy od wolności (Anxiety Is the Dizziness of Freedom)                                                                                      | [ 55 ] |
| 2020      | P. Djèlí Clark                                                 | Nawiedzony tramwaj numer 15 (The Haunting of Tram Car 015)                                                                                                 | [ 55 ] |
| 2020      | Vylar Kaftan                                                   | Her Silhouette, Drawn in Water | [ 55 ] |
| 2020      | Rivers Solomon, Daveed Diggs, William Hutson & Jonathan Snipes | The Deep | [ 55 ] |
| 2020      | A. C. Wise                                                     | Catfish Lullaby | [ 55 ] |
| 2021      | P. Djèlí Clark                                                 | Ring Shout | [ 56 ] |
| 2021      | Yaroslav Barsukov                                              | Tower of Mud and Straw | [ 56 ] |
| 2021      | Nino Cipri                                                     | Finna | [ 56 ] |
| 2021      | Oghenechovwe Donald Ekpeki                                     | Ife-Iyoku, the Tale of Imadeyunuagbon | [ 56 ] |
| 2021      | R. B. Lemberg                                                  | The Four Profound Weaves | [ 56 ] |
| 2021      | Tochi Onyebuchi                                                | Riot Baby | [ 56 ] |
| 2022      | Premee Mohamed                                                 | And What Can We Offer You Tonight | [ 57 ] |
| 2022      | Becky Chambers                                                 | Psalm dla zbudowanych w dziczy (A Psalm for the Wild-Built)                                                                                                | [ 57 ] |
| 2022      | Aliette de Bodard                                              | Fireheart Tiger | [ 57 ] |
| 2022      | Aimee Ogden                                                    | Sun-Daughters, Sea-Daughters | [ 57 ] |
| 2022      | Zin E. Rocklyn                                                 | Flowers for the Sea | [ 57 ] |
| 2022      | E. Catherine Tobler                                            | The Necessity of Stars | [ 57 ] |
| 2022      | Eugenia Triantafyllou                                          | The Giants of the Violet Sea | [ 57 ] |
| 2023      | C.L. Polk                                                      | Even Though I Knew the End | [ 58 ] |
| 2023      | Becky Chambers                                                 | Modlitwa za nieśmiałe korony drzew (A Prayer for the Crown-Shy)                                                                                            | [ 58 ] |
| 2023      | R. S. A. Garcia                                                | Bishop's Opening | [ 58 ] |
| 2023      | Jordan Kurella                                                 | I Never Liked You Anyway | [ 58 ] |
| 2023      | Kelly Robson                                                   | High Times in the Low Parliament | [ 58 ] |
| 2024      | Ai Jiang                                                       | Linghun | [ 59 ] |
| 2024      | Kelly Barnhill                                                 | The Crane Husband | [ 59 ] |
| 2024      | T. Kingfisher                                                  | Cierń (Thornhedge) | [ 59 ] |
| 2024      | Fonda Lee                                                      | Untethered Sky | [ 59 ] |
| 2024      | Malka Older                                                    | The Mimicking of Known Successes | [ 59 ] |
| 2024      | Nghi Vo                                                        | Mammoths at the Gates | [ 59 ] |
| 2025      | A. D. Sui                                                      | The Dragonfly Gambit | [ 59 ] |
| 2025      | Premee Mohamed                                                 | The Butcher of the Forest | [ 59 ] |
| 2025      | Suzan Palumbo                                                  | Countess | [ 59 ] |
| 2025      | Suyi Davies Okungbowa                                          | Lost Ark Dreaming | [ 59 ] |
| 2025      | Sofia Samatar                                                  | The Practice, the Horizon, and the Chain | [ 59 ] |
| 2025      | Ray Nayler                                                     | Ciosy zagłady (The Tusks of Extinction) | [ 59 ] |